# Żyje się tylko dwa razy (powieść)
Żyje się tylko dwa razy – powieść Iana Fleminga o przygodach agenta 007, czyli Jamesa Bonda. Została napisana w 1964 roku. Jest jedenastą z kolei powieścią z cyklu. Stanowi też trzecią część tzw. trylogii Blofelda. Po raz ostatni wrogiem numer 1 głównego bohatera jest Ernst Stavro Blofeld i organizacja WIDMO.

## Wydania polskie
- 2003, wyd. Etiuda, przekł. Robert Stiller jako Żyjesz tylko dwa razy
- 2008, wyd. PW Rzeczpospolita, przekł. Robert Stiller

## Zobacz także
- Żyje się tylko dwa razy (film)